# Patti Scialfa
Patti Scialfa, född Vivienne Patricia Scialfa den 29 juli 1953 i Deal, Monmouth County, New Jersey, är en amerikansk gitarrist och singer-songwriter. Sedan 1984 är hon bakgrundssångerska och musiker i E Street Band. Hon blev medlem i bandet bara några dagar före "Born in the U.S.A. Tour". 1986 deltog hon på Rolling Stones-albumet Dirty Work med bakgrundssång på låten "One Hit (To the Body)". Hon arbetade också tillsammans med Keith Richards på hans första soloalbum, Talk Is Cheap.
Patti Scialfa invaldes i Rock and Roll Hall of Fame 2014 som medlem av E Street Band.
Scialfa är sedan 1991 gift med Bruce Springsteen. De har tillsammans tre barn: Evan, Jessica och Sam.

## Diskografi

### Solo[6]
Album
- 1993 – Rumble Doll
- 2004 – 23rd Street Lullaby
- 2007 – Play It As It Lays

Singlar
- 1993 – "As Long As I (Can Be With You)"
- 1993 – "Lucky Girl"
- 2004 – "23rd Street Lullaby"